# Syllitus sexlineatus
Syllitus sexlineatus là một loài bọ cánh cứng trong họ Cerambycidae.